# DeeDee Trotter
De'Hashia Tonnek (DeeDee) Trotter (Twentynine Palms, 8 december 1982) is een Amerikaanse atlete, die zich heeft toegelegd op de sprint, met name de 400 m. Ze nam driemaal deel aan de Olympische Spelen. In 2004 werd zij als lid van het Amerikaanse estafetteteam met haar teamgenotes olympisch kampioene op de 4 x 400 m estafette. In 2010 moest ze haar olympische medaille aanvankelijk weer inleveren, toen een teamgenote opbiechtte indertijd doping te hebben gebruikt. Twee jaar later veroverde zij die titel echter opnieuw. Daarnaast vergaarde zij op de 4 x 400 m in totaal drie wereldtitels, tweemaal buiten en eenmaal binnen.
In 2013 kreeg zij ook haar gouden medaille uit 2004, na een gezamenlijk besluit van het IOC en de IAAF, weer terug.

## Biografie

### Eerste successen
DeeDee Trotter studeerde rechten aan de universiteit van Tennessee en behaalde aan diezelfde universiteit in de herfst van 2005 haar bachelor of arts degree (B.A.) in sociologie. Ze behaalde hier ook haar eerste successen op de 200 en de 400 m. Ze kreeg internationale bekendheid als lid van het winnende team op de 4 x 400 m estafette op de wereldkampioenschappen in 2003, waar ze overigens alleen in actie kwam in de serie, die door de Amerikaanse vrouwen werd gewonnen in 3.24,57. In de finale moest zij haar plaats afstaan aan Demetria Washington, die hierin samen met Me'Lisa Barber, Sanya Richards en Jearl Miles-Clark naar de overwinning snelde in 3.22,63. Een jaar later werd ze eerste op de 400 m tijdens een IAAF-wedstrijd in Austin, Texas en kwalificeerde zich daarmee voor de Olympische Spelen.

### Olympisch goud gewonnen, verloren en teruggekregen
Haar grootste succes leek Trotter aanvankelijk te hebben behaald op de Olympische Spelen van Athene in 2004, waar ze samen met Monique Henderson, Sanya Richards en Monique Hennagan op de 4 x 400 m estafette een gouden medaille won in 3.19,01, vóór de teams uit Rusland (zilver) en Jamaica (brons). Op dezelfde Spelen werd ze vijfde op de 400 m. Een maand later werd ze op de IAAF Wereldatletiekfinale in Monaco derde op de 400 m.

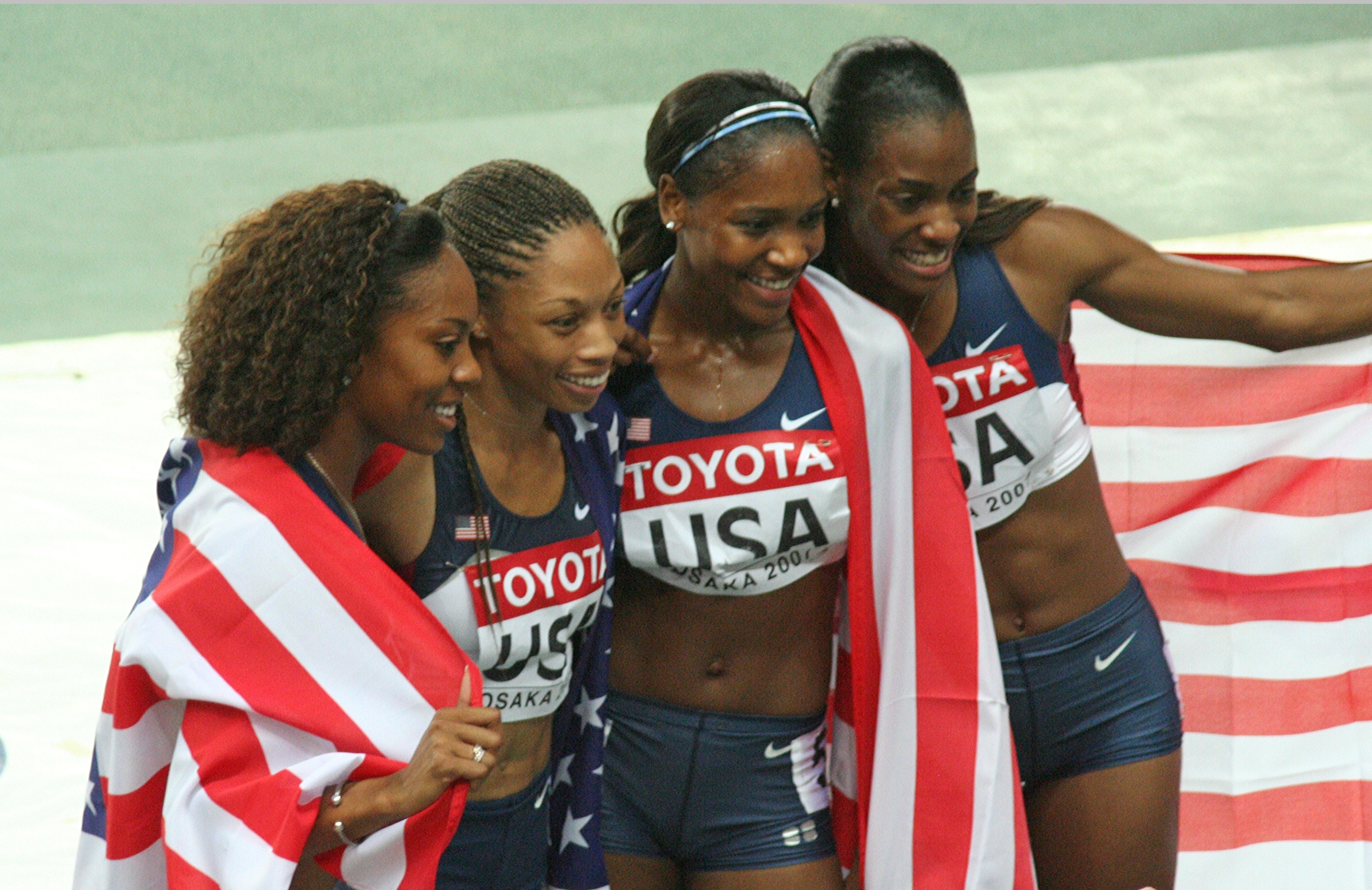
Het Amerikaanse estafetteteam viert de overwinning op de 4 x 400 m op de WK in 2007 in Osaka. Geheel rechts DeeDee Trotter.

In 2010 gaf Crystal Cox, lid van het Amerikaans olympische estafetteteam tijdens de series van de Spelen van 2004, toe anabole steroïden te hebben gebruikt. Als gevolg daarvan werd het Amerikaanse team met terugwerkende kracht gediskwalificeerd en schoven de medailles door, waardoor de Russische ploeg tot olympisch kampioen werd gepromoveerd. Op 31 mei 2013 werd echter op deze diskwalificatie teruggekomen. Op die dag besloten het IOC en de IAAF namelijk gezamenlijk, dat het Amerikaanse estafetteteam de in Athene veroverde gouden medaille toch mocht houden. Ploeggenote Crystal Cox, die haar medaille na haar bekentenis in 2010 had moeten inleveren, kreeg hem echter niet terug.

### Latere prestaties
Op de WK van 2005 in Helsinki werd DeeDee Trotter vijfde op de 400 m. Op de 4 x 400 m estafette kon ze niet aan de finale deelnemen, omdat het Amerikaanse team in de halve finale gediskwalificeerd werd vanwege een wisselfout.
In 2007 won Trotter op de Amerikaanse kampioenschappen de 400 m in een persoonlijke recordtijd van 49,64 s. Later dat jaar trad ze andermaal op als lid van de Amerikaanse 4 x 400 m estafetteploeg bij de WK in Osaka. Deze keer nam ze zowel deel aan de serie als de finale, waarin zij samen met Allyson Felix, Mary Wineberg en Sanya Richards met meer dan een seconde voorsprong op de concurrentie zegevierde in 3.18,55, vóór Jamaica en Groot-Brittannië.
Op de Olympische Spelen van 2008 in Peking werd ze uitgeschakeld in de halve finales van de 400 m met een tijd van 51,87.

### Derde wereldtitel, ditmaal indoor
Nadat zij in 2009 weinig van zich had laten horen, was DeeDee Trotter er een jaar later op de wereldindoorkampioenschappen in Doha weer bij. Kwam zij op de individuele 400 m niet voorbij de halve finales, op de 4 x 400 m estafette nam zij revanche. Samen met Debbie Dunn, Natasha Hastings en Allyson Felix doorbrak zij de Russische hegemonie op dit onderdeel. Rusland had in dit toernooi sinds 1995 de dienst uitgemaakt. Het Amerikaanse viertal snelde in Doha naar 3.27,34 en was daarmee één tiende seconde te sterk voor de Russische ploeg. Het aandeel van Trotter in deze overwinning was opvallend. In haar estafettedeel nam zij een beslissende voorsprong van vijf meter op de Russische Natalja Nazarova. Vervolgens lieten Natasha Hastings en Allyson Felix zich de zege niet meer afnemen. Het was overigens de eerste gouden plak ooit van Amerika op dit onderdeel.

### Opnieuw olympisch estafettegoud
Na haar indooroptreden in Doha liet Trotter zich voor de rest van 2010 weinig zien op de atletiekbanen en ook in 2011 kwam zij, behoudens enkele optredens in de Diamond League-serie, niet tot aansprekende resultaten. Op de Olympische Spelen van 2012 was zij er echter weer bij als vanouds. Ze nam in Londen deel aan de 400 m en de 4 x 400 m estafette. Op de 400 m veroverde zij haar eerste individuele olympische medaille: brons. Met een tijd van 49,72 eindigde ze achter haar landgenote Sanya Richards-Ross (goud; 49,55) en de Britse Christine Ohuruogu (zilver; 49,70). Op de 4 x 400 m veroverde zij met haar teamgenotes Allyson Felix, Francena McCorory en Sanya Richards-Ross haar tweede gouden olympische estafettemedaille. Met een tijd van 3.16,87 bleef het Amerikaanse viertal de estafetteploegen uit Rusland (zilver; 3.20,23) en Jamaica (brons; 3.20,95) ruim voor.
Trotter is oprichtster van Test Me I'm Clean, een organisatie die zich inzet tegen misbruik van steroïden en andere dopingmiddelen in de sport. Ze woont tegenwoordig in Orlando, Florida.

## Titels
- Olympisch kampioene 4 x 400 m - 2004, 2012
- Wereldkampioene 4 x 400 m - 2003, 2007
- Wereldindoorkampioene 4 x 400 m - 2010
- Amerikaans kampioene 400 m - 2007
- Amerikaans indoorkampioene 400 m - 2005, 2007
- NCAA-kampioene 400 m - 2004

## Persoonlijke records
Outdoor
| Onderdeel | Tijd    | Datum         | Plaats       |
| --------- | ------- | ------------- | ------------ |
| 100 m     | 11,65 s | 20 april 2002 | Athene       |
| 200 m     | 22,85 s | 23 juni 2013  | Des Moines   |
| 300 m     | 36,29 s | 16 mei 2014   | Atlanta      |
| 400 m     | 49,64 s | 23 juni 2007  | Indianapolis |

Indoor
| Onderdeel | Tijd    | Datum            | Plaats        |
| --------- | ------- | ---------------- | ------------- |
| 200 m     | 23,19 s | 31 januari 2004  | State College |
| 300 m     | 36,42 s | 9 februari 2007  | Fayetteville  |
| 400 m     | 51,23 s | 28 februari 2010 | Albuquerque   |

## Palmares

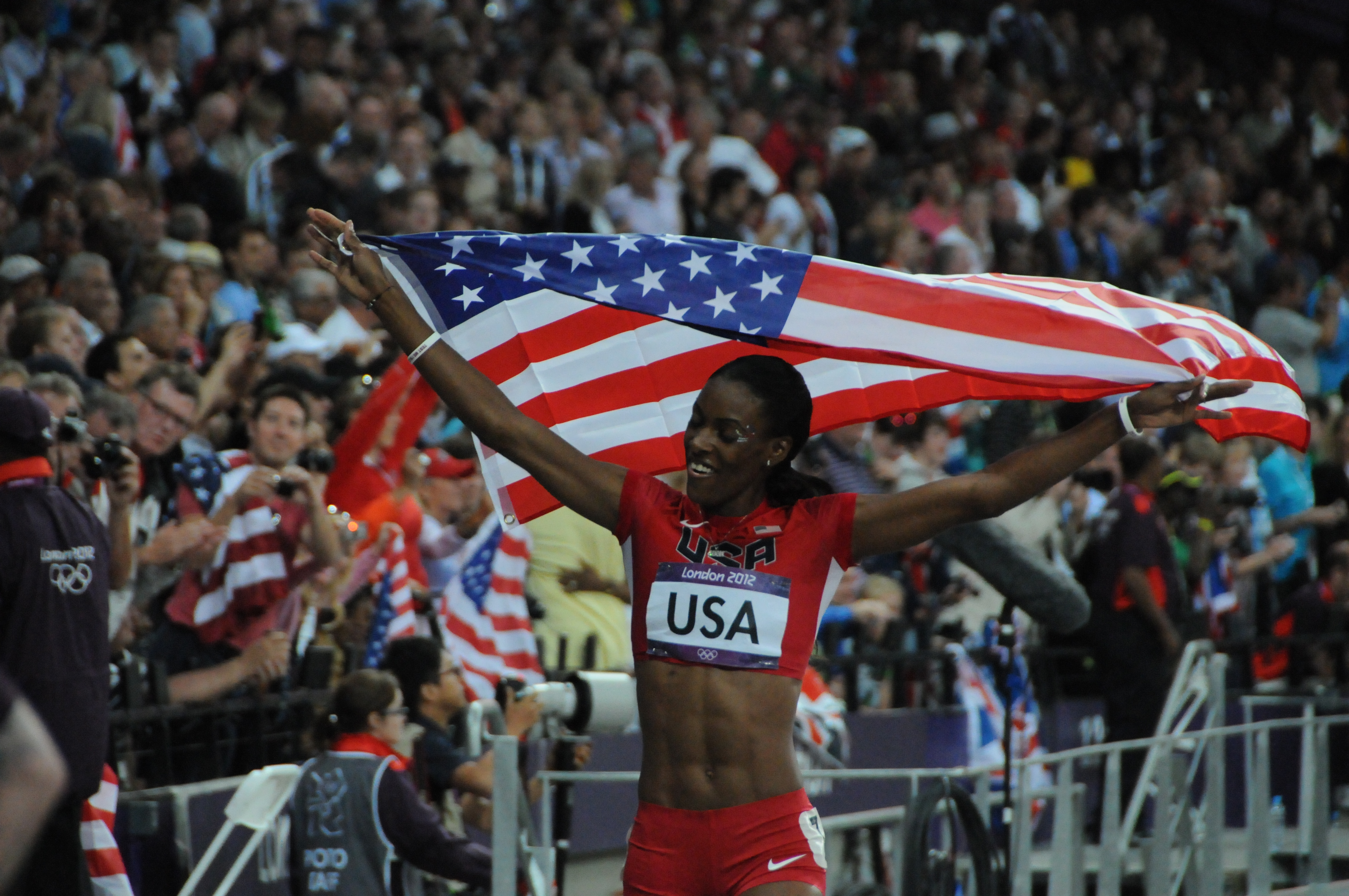
Na de 4 x 400 m estafette op de Olympische Spelen van 2012.

### 400 m
Kampioenschappen
- 2004: 5e OS - 50,00 s
- 2005:  Amerikaanse indoorkamp. - 52,01 s
- 2007:  Amerikaanse indoorkamp. - 51,95 s
- 2007:  Amerikaanse kamp. - 49,64 s
- 2010: 5e in ½ fin. WK indoor - 52,55 s
- 2012:  OS - 49,72 s
- 2014: 5e Amerikaanse kamp. - 51,04 s

Golden League-podiumplekken
- 2004:  Weltklasse Zürich – 50,23 s
- 2006:  ISTAF – 50,87 s

Diamond League-podiumplekken
- 2011:  Adidas Grand Prix – 51,87 s

### 4 x 400 m estafette
- 2003:  WK - 3.22,63 (DeeDee Trotter alleen in serie)
- 2004:  OS - 3.19,01
- 2007:  WK - 3.18,55
- 2010:  WK indoor - 3.27,34
- 2012:  OS - 3.16,87

1972: Käsling, Kühne, Seidler, Zehrt ·
1976: Maletzki, Rohde, Streidt, Brehmer ·
1980: Prorotsjenko, Gojsjtsjik, Zjoeskova, Nazarova ·
1984: Leatherwood, Howard, Brisco-Hooks, Cheeseborough ·
1988: Ledovskaja, Nazarova, Pinigina, Bryzgina ·
1992: Roezina, Dzjigalova, Nazarova, Bryzgina ·
1996: Stevens, Malone, Graham, Miles ·
2000: Miles Clark, Hennagan, Colander, Anderson ·
2004: Trotter, Henderson, Richards, Hennagan ·
2008: Wineberg, Felix, Henderson, Richards ·
2012: Trotter, Felix, McCorory, Richards-Ross ·
2016: Okolo, Hastings, Francis, Felix ·
2020: McLaughlin, Felix, Muhammad, Mu ·
2024: Little, McLaughlin-Levrone, Thomas, Holmes
1983: Walther, Busch, Koch, Rübsam ·
1987: Neubauer, Emmelmann, Schersing, Busch ·
1991: Ledovskaja, Dzjigalova, Nazarova, Bryzgina ·
1993: Torrence, Malone-Wallace, Kaiser-Brown, Miles-Clark ·
1995: Graham, Stevens, Jones, Miles-Clark ·
1997: Feller, Rohländer, Rücker, Breuer ·
1999: Tsjebykina, Gontsjarenko, Kotljarova, Nazarova ·
2001: Richards, Scott, Parris, Fenton ·
2003: Barber, Washington, Richards, Miles-Clark ·
2005: Petsjonkina, Krasnomovets, Antjoech, Pospelova ·
2007: Trotter, Felix, Wineberg, Richards ·
2009: Dunn, Felix, Demus, Richards ·
2011: Richards-Ross, Felix, Beard, McCorory ·
2013: Goesjtsjina, Firova, Ryzjova, Krivosjapka ·
2015: Day, Jackson, McPherson, Williams-Mills ·
2017: Hayes, Felix, Wimbley, Francis ·
2019: Francis, McLaughlin, Muhammad, Jonathas ·
2022: Diggs, Steiner, Wilson, McLaughlin ·
2023: Saalberg, Klaver, Peeters, Bol